# 대한민국의 고속철도
대한민국의 고속철도는 대한민국에서 운행 중인 고속철도 체계를 의미한다. 현재 KTX와 SRT의 두 가지 브랜드가 운행되고 있다.

## 정의
철도사업법과 해당 법령의 시행규칙에서 고속철도차량 및 고속선(고속철도노선)에 대해 정의하고 있다.
- 고속철도노선: 철도차량이 대부분의 구간을 300km/h 이상의 속도로 운행할 수 있도록 건설된 노선
- 준고속철도노선: 철도차량이 대부분의 구간을 200km/h 이상 300km/h 미만의 속도로 운행할 수 있도록 건설된 노선
- 일반철도노선: 철도차량이 대부분의 구간을 200km/h 미만의 속도로 운행할 수 있도록 건설된 노선

- 고속철도차량: 최고속도 300km/h 이상
  - KTX와 KTX-산천이 여기에 속한다.
- 준고속철도차량: 최고속도 200km/h 이상 300km/h 미만
  - KTX-이음이 여기에 속한다.
- 일반철도차량: 최고속도 200km/h 미만

## 고속선
3개의 고속선이 고시되어 있다.
| 경부고속선 | 호남고속선 | 수서평택고속선 |

## 구분

### 사업자에 따른 구분
- KTX(한국고속철도): 한국철도공사에서 운행한다.

- SRT(수서고속철도): 에스알에서 운행한다.